# Samuel Liddell MacGregor Mathers
Samuel Liddell (sau Liddel) MacGregor Mathers (8 - 11 ianuarie 1854 – 5 - 20 noiembrie 1918), născut ca Samuel Liddell Mathers, a fost un ocultist britanic. Este cel mai cunoscut ca unul dintre fondatorii ordinului Zorii Aurii, un ordin de magie ceremonială ale cărui ramificații există și astăzi. 

## Legături externe
- Biography from Kheper.net Arhivat în 15 iunie 2002, la Wayback Machine.
- Biography from the Esoteric Order of the Golden Dawn Arhivat în 6 iunie 2013, la Wayback Machine.
- Biography from the Hermetic Order of the Golden Dawn, Inc.
- The Truth about S.L. MacGregor Mathers Arhivat în 11 ianuarie 2004, la Wayback Machine.

Format:Ermetism